# Benkara griffithii
Benkara griffithii är en måreväxtart som först beskrevs av Joseph Dalton Hooker, och fick sitt nu gällande namn av Colin Ernest Ridsdale. Benkara griffithii ingår i släktet Benkara och familjen måreväxter. Inga underarter finns listade i Catalogue of Life.